# 拉德福德島
76°54′S 146°36′W / 76.900°S 146.600°W
拉德福德島（英語：Radford Island）是南極洲的島嶼，位於瑪麗伯德地，在1929年12月5日由美國探險隊發現，根據美國地質調查局的測量和美國海軍的空中照片被繪入地圖，現時由南極條約體系管理。